# Scoperta del cadavere di Oloferne
La Scoperta del cadavere di Oloferne è un dipinto a tempera su tavola (31x25 cm) di Sandro Botticelli, databile al 1472 e conservato nella Galleria degli Uffizi a Firenze. È lo scomparto sinistro di un dittico con il Ritorno di Giuditta a Betulia.

## Storia

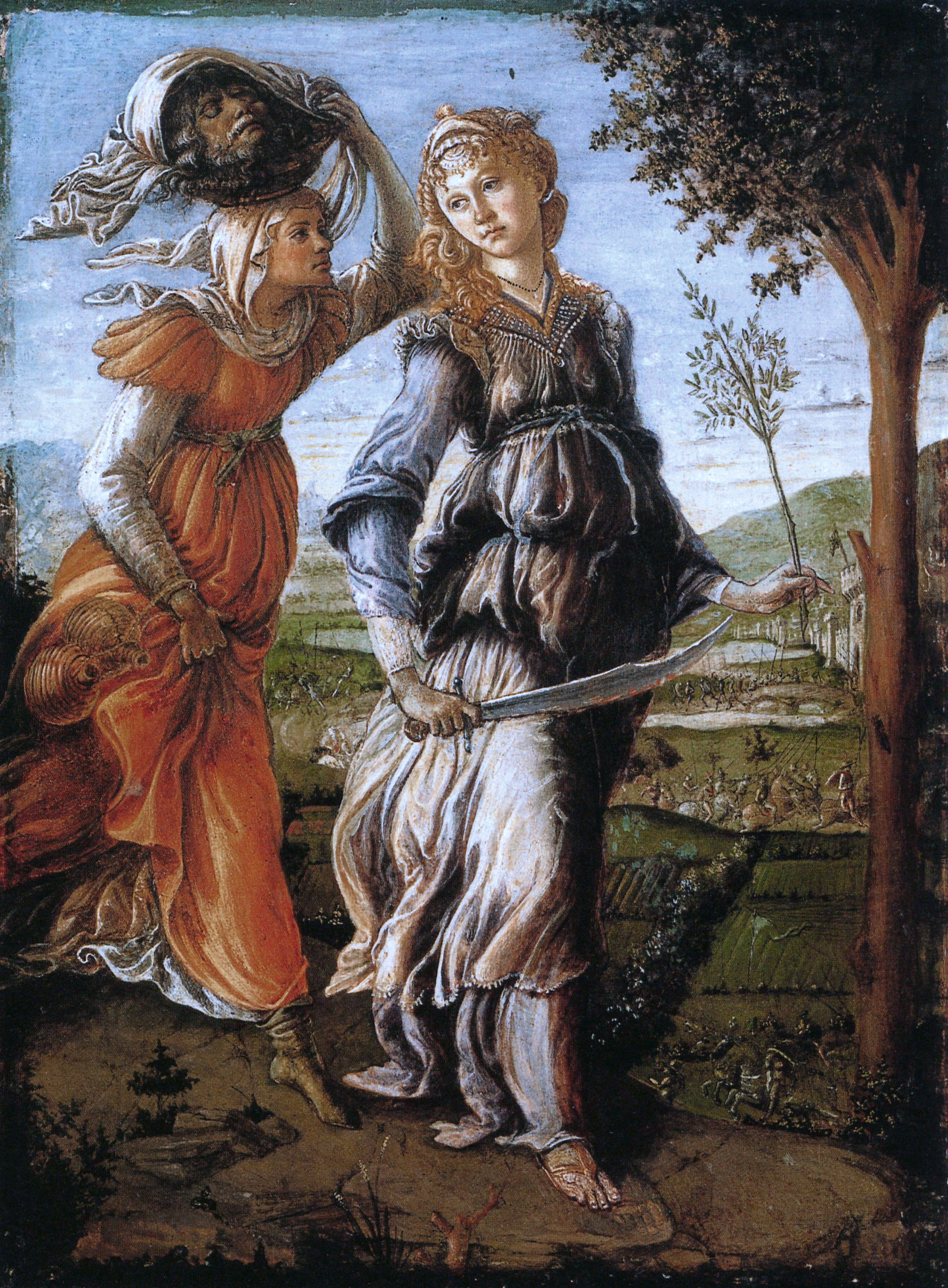
Ritorno di Giuditta a Betulia

Il dittico, datato in genere al 1472, è ricordato da Vincenzo Borghini nel 1584 come donato da Rodolfo Sirigatti a Bianca Cappello, che lo teneva nel suo "scrittoio" entro una cornice dorata e intagliata, poi perduta. Con la morte di quest'ultima passò nelle collezioni del figlio don Antonio de' Medici, che lo conservava nel suo Casino di San Marco in via Larga. Nel 1633 finì nelle collezioni granducali dei futuri Uffizi.
Le consonanze con le opere di Antonio del Pollaiolo fanno in genere optare gli studiosi per una datazione verso il 1470 e solo Bettini ne anticipa la realizzazione al 1467-1468, cogliendovi un'influenza di Mantegna che negli anni immediatamente precedenti fu a Firenze.

## Descrizione e stile
Le due opere sono tra le prime scene narrative conosciute di Botticelli e mostrano una notevole abilità nel descrivere gli avvenimenti con il ricorso sicuro ad elementi essenziali. Giuditta, eroina biblica, per proteggere la propria città di Betulia minacciata dal generale assiro Oloferne, finse di voler collaborare con il nemico riuscendo a parlare al comandante, che si innamorò di lei. La sera lo fece ubriacare e giunta nella sua tenda lo decapitò mentre dormiva intorpidito dall'alcol. La prima scena è ambientata nella tenda di Oloferne e mostra i suoi dignitari che scoprono con orrore il corpo decapitato nel suo letto; la seconda mostra Giuditta che incede con passo sicuro verso la sua città, seguita dall'ancella che tiene in un cesto coperto da un lenzuolo la testa mozzata del nemico.
Pur nelle piccole dimensioni le Storie di Giuditta sono un vero capolavoro per la complessità della composizione, l'attenzione alla resa dei dettagli minuti e l'azzeccata scelta della diversa ambientazione per ciascuna scena.
Nella tavoletta di Oloferne il tronco del condottiero giace nudo sul letto, con un'anatomia perfetta costruita con una linea di contorno tesa ed elastica derivata dalla lezione del Pollaiolo, avvolto da lenzuola e da cuscini gonfi che creano un segno robusto tipico dell'espressività "virile" di Botticelli. Pesante è anche il panneggio della tenda, che scopre al centro un piccolo paesaggio campestre, e che accentua il senso di cupa drammaticità senza però impedire alla luce di entrare all'interno, lasciandola rifrangere sulle corazze e sulle ricche bardature.
La modellazione delle figure è incisiva, e marcato è l'espressionismo della scena, con le figure che esprimono vari sentimenti, dallo sgomento al raccapriccio, dalla sorpresa allo smarrimento. Le linee di forza dirigono lo sguardo dello spettatore sia verso il corpo privo di testa, sia verso la figura del soldato vestito di armatura che si piega per sollevare il lenzuolo di Oloferne scoprendone il tronco. A destra stanno arrivando due personaggi a cavallo, con un volto non turbato, essendo ancora all'oscuro della macabra scoperta; ciò dimostra l'accortezza del pittore nel rappresentare diversi stati d'animo che movimentano la narrazione della storia.